# Anabarhynchus terrenus
Anabarhynchus terrenus är en tvåvingeart som beskrevs av White 1915. Anabarhynchus terrenus ingår i släktet Anabarhynchus och familjen stilettflugor. Inga underarter finns listade i Catalogue of Life.